# Hrvatski Čuntić
Hrvatski Čuntić – wieś w Chorwacji, w żupanii sisacko-moslawińskiej, w mieście Petrinja. W 2011 roku liczyła 86 mieszkańców.